# Peter Danzeisen
Peter Danzeisen (* 31. Juli 1941 in Basel) ist ein Schweizer Schauspieler, Theaterregisseur und Hörspielsprecher.

## Leben
Peter Danzeisen besuchte nach der Matura von 1960 bis 1963 das damalige Bühnenstudio Zürich. Seine künstlerische Ausbildung erhielt er dort unter anderem von Gustav Knuth, Ernst Schröder und Wolfgang Reichmann. Bereits während dieser Zeit spielte Danzeisen am Cabaret Fédéral, am Schauspielhaus Zürich und am Stadttheater Basel. Sein erstes Festengagement erhielt er in der Spielzeit 1963/64 in Graz, ein weiteres von 1964 bis 1967 an den Wuppertaler Bühnen, ehe er für eine Spielzeit wieder an das Stadttheater nach Basel ging. Von 1968 bis 1972 war er an den Bühnen der Stadt Essen verpflichtet, anschliessend bis 1985 am Schauspiel Frankfurt. Es folgte ein weiteres mehrjähriges Engagement, das ihn von 1985 bis 1991 an das Thalia Theater nach Hamburg führte. In der Saison 1997/98 gastierte Danzeisen am Opernhaus Zürich.
Rollen in Danzeisens Theaterlaufbahn waren neben anderen der Cosme in Dame Kobold von Pedro Calderón de la Barca, der Orlando in William Shakespeares Wie es euch gefällt und die männliche Titelrolle in Georg Büchners Komödie Leonce und Lena. In Frankfurt sah ihn das Publikum als Moritz Stiefel in Frank Wedekinds Frühlings Erwachen, als Peachum in der Dreigroschenoper von Bertolt Brecht und Kurt Weill und Lucky in Warten auf Godot von Samuel Beckett. In Hamburg war Danzeisen Horatio in Shakespeares Hamlet, Cléante in Tartuffe von Molière oder Jeronimus in Heinrich von Kleists Erstlingswerk Die Familie Schroffenstein.
Danzeisen arbeitete mit bekannten Regisseuren zusammen, darunter Peter Palitzsch, Adolf Dresen, Jürgen Flimm, Jürgen Gosch, Daniel Karasek und Thomas Langhoff. Er selber inszenierte an der Badischen Landesbühne in Bruchsal und am Schauspiel Frankfurt. Dort sass Danzeisen auch während der Zeit des Mitbestimmungstheaters wiederholt im Direktorium. Weiter hatte er Lehraufträge an den Theaterhochschulen in Frankfurt und Hamburg, wirkte dort sowie in Essen als Theaterpädagoge, war von 1991 bis 2001 Direktor der Schauspiel Akademie Zürich, bekleidete von 2001 bis 2003 das Amt des Rektors an der Hochschule für Musik und Theater Zürich und war bis 2006 Direktor des Departementes Theater der Zürcher Hochschule der Künste. Danzeisen ist ferner Mitglied der Deutschen Akademie der Darstellenden Künste.
Zwischen 1962 und 1992 stand Danzeisen auch gelegentlich vor der Kamera. Hier hatte er Rollen in der Romanverfilmung von Bauern, Bonzen und Bomben nach Hans Fallada und in Reinhard Hauffs preisgekröntem Spielfilm Stammheim.
Seit Mitte der 1960er Jahre war Danzeisen auch an verschiedenen Hörfunkproduktionen beteiligt, so unter anderem an den Hörspieladaptionen der Romane Der Untertan und Doktor Faustus nach Heinrich bzw. Thomas Mann.
Peter Danzeisen ist seit 1966 mit seiner Schauspielkollegin Nina Danzeisen verheiratet. Er hat zwei Söhne, Philipp ist Musiker und Markus arbeitet ebenfalls als Schauspieler.

## Filmografie
- 1961: Wenn Männer Schlange stehen (Chikita)
- 1967: Die Wupper
- 1969: Die Freier
- 1969: Rebellion der Verlorenen
- 1969: Der Tanz des Sergeanten Musgrave
- 1970: Der Musterschüler
- 1973: Bauern, Bonzen und Bomben
- 1976: Oblomows Liebe
- 1981: Tod eines Schülers
- 1985: Der Computerkiller
- 1985: Diese Drombuschs – Das provozierte Verhängnis
- 1986: Stammheim
- 1986: Der Marquis von Keith
- 1988: Ein heikler Fall – Verbotene Liebe
- 1991: Engrazia
- 1992: Einer stirbt bestimmt
- 1993: Die Denunziantin

## Hörspiele
- 1965: Das ist nicht in Tedeles Sinn – Autor: Adolf Schröder – Regie: Manfred Brückner
- 1967: Roter Mond und heiße Zeit – Autor: Herbert Kaufmann – Regie: Manfred Brückner
- 1970: Der Fleck auf dem Schuh – Autor: Robert Wolfgang Schnell – Regie: Günther Sauer
- 1970: Kontaktprogramm – Autor und Regie: Paul Pörtner
- 1971: Terror... oder Wann kommt Vetter Enno zu Besuch? – Autor und Regie: Hans Noever
- 1971: Der Untertan – Autor: Heinrich Mann – Regie: Ludwig Cremer
- 1977: Dalton – das Spitzentuch der Könige – Autor: Horst Schlötelburg – Regie: Horst H. Vollmer
- 1981: Wovon man nicht sprechen kann – Autor: Wilhelm Genazino – Regie: Wilm ten Haaf
- 1981: Casanova und die Figurantin – Autor: Gert Hofmann – Regie: Walter Adler
- 1993: As time goes by: Nobodaddy’s Reise nach Kimmeria – Autor: Frank Werner – Autor: Hans Gerd Krogmann
- 2007: Doktor Faustus#Film – Autor: Thomas Mann – Regie: Leonhard Koppelmann
- 2007: Ein Held unserer Zeit – Autor: Michail Lermontow – Regie: Oliver Sturm